# GISB儿童之家丑闻
环球行动是马来西亚警方于2024年9月11日进行的一项执法行动。 此次行动调查了全球兄弟控股（GISB Holdings）旗下儿童之家中发生的对未成年进行性虐待的案件。 

## 背景
全球兄弟控股有限公司（GISB Holdings）源于1997年由被取缔的Al-Arqam教派成员创立。该教派因违反伊斯兰教义的信仰在1994年被禁止，其创始人阿沙里·穆罕默德宣称收到神启，形成一个如邪教般的追随者团体。GISB以企业形式继续运作，涉足农业、餐饮和房地产等多个领域，并自称坚持伊斯兰价值观。
尽管GISB宣称合法经营，但近年来却屡次受到剥削儿童、强迫婚姻及经济压榨等指控。警方最终展开此次行动，重点调查其涉及的儿童虐待和性犯罪行为。

## 突击搜查与逮捕
2024年9月11日，警方突击搜查GISB旗下20家儿童之家，解救402名年龄在1到17岁之间的未成年人。其中许多人是其成员在国外工作的子女。一些儿童身上发现身体和性虐待迹象，包括13宗疑似鸡奸案件，最终确认384人受害。
警方持续扩展调查范围，截至10月已救出625名受害者。GISB负责人否认所有指控，但警方在进一步调查中冻结了超过RM880,000的资产并查封多个场所。
警方持续扩展调查范围，截至10月已救出625名受害者。GISB负责人否认所有指控，但警方在进一步调查中冻结了超过RM880,000的资产并查封多个场所。

## GISB的回应
GISB通过声明否认所有虐待儿童和人口贩卖的指控，并声称这些指控是夸大的。GISB的CEO纳西鲁丁表示，“只有个别孤立事件”，并坚决捍卫公司名誉，同时批评警方行动“过于严厉”。

## 影响
警方的行动关闭了GISB多个设施，并对相关财务活动进行深入调查。马来西亚多个州已发布声明，指GISB的活动与伊斯兰教义不符。一些州将其联系到被禁的Al-Arqam思想，进一步加深了公众对其的质疑。